# Grande fontaine (Boult)
Pour les articles homonymes, voir Grande Fontaine.
La grande fontaine est une fontaine située à Boult, en France.

## Description
Les bassins du lavoir et de l'abreuvoir présentent un plan en arc de cercle axé sur le puisoir, édicule qui abrite la fontaine. Des colonnes posées sur le mur d'appui du lavoir portent la couverture de la galerie des laveuses dont les accès sont encadrées par des massifs en pierre de taille formant pilastres.

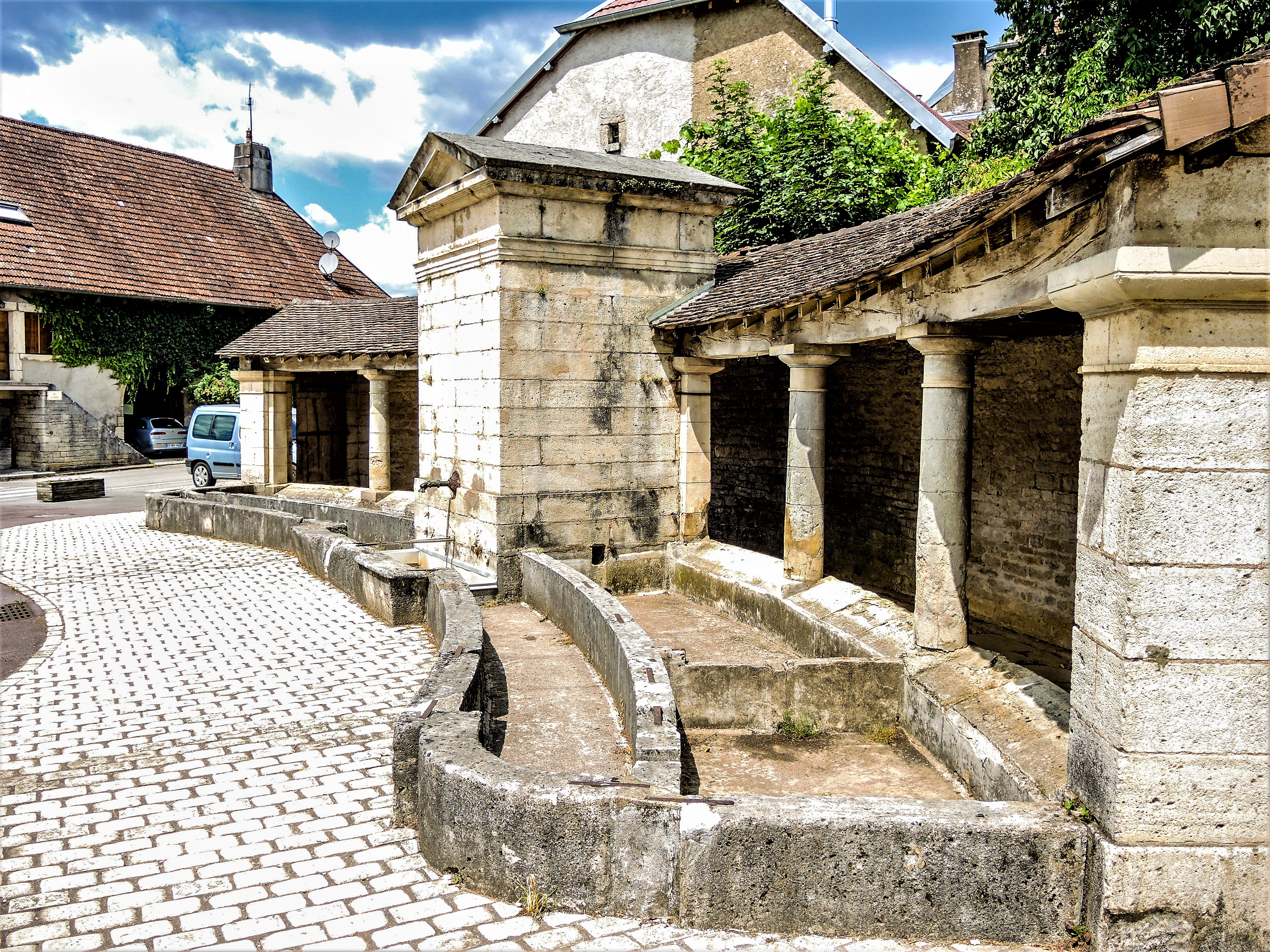
Vue sur les bassins.

## Localisation
La fontaine est située sur la commune de Boult, dans le département français de la Haute-Saône.

## Historique
La fontaine a été construite en 1820-1821 sur les plans de l'architecte Georges Costain.
L'édifice est inscrit au titre des monuments historiques en 1996.